# Cesare Lombroso
Cesare Lombroso [ˈtʃeːzare lomˈbroːzo], właśc. Ezechia Marco Lombroso (ur. 6 listopada 1835 w Weronie, zm. 19 października 1909 w Turynie) – włoski psychiatra, antropolog fizyczny i kryminolog, twórca włoskiej szkoły pozytywistycznej w kryminologii, propagator antropometrii.

## Biografia
Ezechia Marco Lombroso urodził się 6 listopada 1835 w Weronie (Królestwo Lombardzko-Weneckie), w zamożnej rodzinie werońskich Żydów Arona i Zefiry Levi-Lombroso, jako drugie z piątki dzieci. Imię Cesare, pod którym był później znany, było pseudonimem. W Weronie pozwalano żydowskim chłopcom uczęszczać do kierowanego przez jezuitów gimnazjum i Ezechia odebrał dobrą, publiczną edukację. Już wtedy rozpoczął działalność naukową, publikując eseje z historii starożytnej. W wieku 18 lat rozpoczął studia medyczne na Uniwersytecie w Pawii (1852–1854). W kolejnych latach uczył się również na uniwersytetach w Padwie (1854–1855) i w Wiedniu (1855–1856). W 1858 uzyskał dyplom z medycyny Uniwersytetu w Pawii, a w 1859 dyplom w zakresie chirurgii Uniwersytetu w Genui.
Po ukończeniu nauki uniwersyteckiej (1858) Lombroso rozpoczął praktykę medyczną, prowadząc jednocześnie badania nad kretynizmem i pelagrą – chorobami endemicznymi w Lombardii. W 1859 ogłosił rozprawę doktorską pt. Ricerche sul cretinismo in Lombardia. Następnie zaciągnął się do wojska i służył pod Garibaldim. Po czterech latach osiągnął stanowisko lekarza.
Służba w wojsku umożliwiła mu systematyczne badania na dużych próbach badawczych. Lombroso zauważył również zjawisko tatuażu, opisane później w odrębnej pracy i będące źródłem jego zainteresowań kryminologią. Przeprowadził też badania antropometryczne na 3000 żołnierzy i zestawił wyniki z badaniami nad ludnością różnych rejonów Włoch.
Po odejściu z wojska rozpoczął pracę jako psychiatra w szpitalach w Pawii, Pesaro i Reggio nell’Emilia (1863–1872). Zaczął też publikować swoje dojrzałe prace na temat chorób psychicznych. W 1869 ożenił się. W małżeństwie miał dwójkę dzieci: Paolę i Ginę. Z mężem Giny, Guglielmo Ferrero, napisał później jedną ze swoich prac (Kobieta jako zbrodniarka i prostytutka). Od 1871 Lombroso zaczął równocześnie pracować jako dyrektor zakładu dla obłąkanych w Pesaro.
W 1876 zatrudnił się jako asystent w zakładzie medycyny sądowej i higieny powszechnej na Uniwersytecie Turyńskim. W 1896 został tam profesorem psychiatrii ogólnej i klinicznej, a w 1906 profesorem antropologii kryminalnej. W tym okresie coraz bardziej zajmował się kryminologią, kładąc podwaliny pod włoską szkołę pozytywistyczną. Zbierał materiały w zakładach medycyny sądowej, w aresztach i więzieniach. W 1896 został lekarzem więziennym. W 1876 powstało jego najważniejsze dzieło L’uomo delinquente, później znacznie rozszerzone, wielokrotnie wznawiane i tłumaczone. W 1880 roku został nauczycielem Enrica Ferriego, który w przyszłości został obok niego najsłynniejszym przedstawicielem włoskiej szkoły pozytywistycznej.
W 1896 po raz pierwszy zastosował sfigmomanometr (urządzenie do pomiaru ciśnienia krwi i tętna) w ramach badania szczerości i wykrywania kłamstwa u badanych przez siebie przestępców.
W maju 1908 została mu zaoferowana pozycja wykładowcy w Northwestern University. Lombroso nie podjął jednak tej pracy. 19 października 1909 umarł w Turynie na niewydolność serca.

## Teoria kryminologiczna

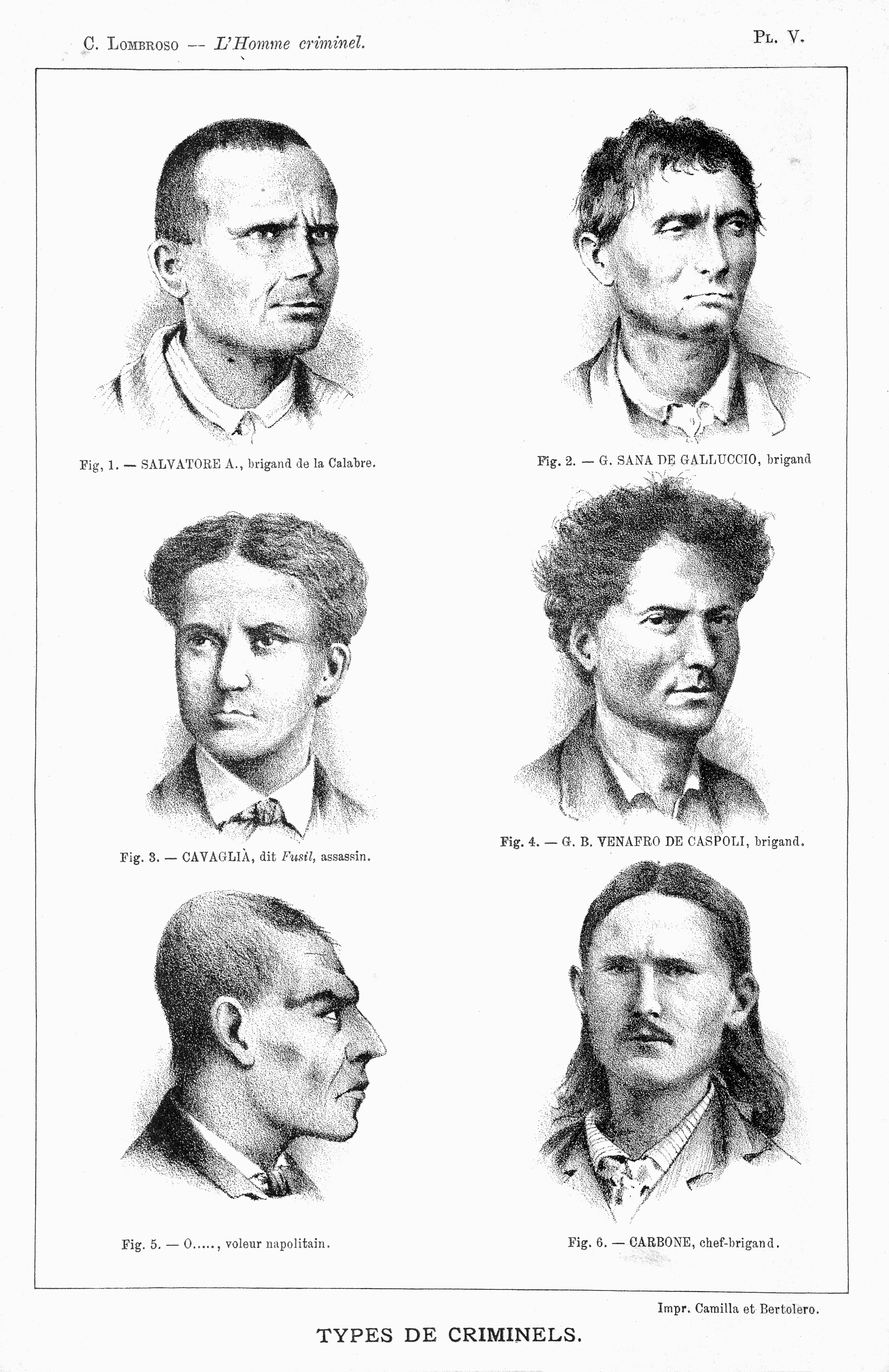
Typy przestępców. Tablica 5 z włoskiego wydania Człowieka-zbrodniarza

W zakresie medycyny Lombroso pozostawał pod wpływem Bartolomeo Panizzy (teratolog i anatom porównawczy) i Karla von Rokitanskiego (anatomopatolog). W psychiatrii wpływ na niego mieli Jean-Étienne Dominique Esquirol i Bénédict Morel. Jego dzieła kryminologiczne powstały pod wpływem nowych prądów umysłowych: niemieckiego materializmu, francuskiego pozytywizmu i angielskiego ewolucjonizmu.
Teorie Lombroso zostały w późniejszym okresie obalone i obecnie mają charakter historyczny. W istotny sposób przyczyniły się jednak do rozwoju kryminologii, łącząc ją z innymi dyscyplinami: psychiatrią, antropologią fizyczną i medycyną. Tzw. klasyczna szkoła kryminologii opierała się na koncepcji wolnej woli. Dzięki niej jednostkom można było przypisać winę i na tej podstawie skazać za przestępstwo. Lombroso, i późniejsi przedstawiciele szkoły pozytywistycznej, starali się oprzeć kryminologię na rozumianej w sposób pozytywistyczny nauce. Lombroso interesował się związkami pomiędzy cechami psychicznymi i fizycznymi, a także ich oceną na podstawie cech antropometrycznych. Jedynie nieliczne wskazane przez Lombroso korelacje między cechami fizycznymi a skłonnością do zachowań antyspołecznych są uznawane przez współczesną naukę (w szczególności neurokryminologię). Np. dłuższy palec serdeczny niż wskazujący, wskazuje na wysoki poziom testosteronu w rozwoju płodowym, co z kolei wiązane jest z wyższą skłonnością do agresji.
Zebrany przez siebie obszerny materiał antropometryczny, Lombroso uporządkował w złożoną klasyfikację przestępców. Wyróżnił w niej następujące typy:
- urodzeni przestępcy,
- przestępcy obłąkani,
- przestępcy okazjonalni, którzy dzielą się na:
  - pseudo-przestępców,
  - kriminaloidów,
  - przestępcy nawykowowych.
  - przestępcy afektywnych.

Przestępcy antropologiczni (urodzeni i obłąkani) odróżniają się od reszty ludzkiej populacji anomaliami anatomicznymi, które mają charakter degeneracyjny lub atawistyczny. W koncepcji Lombroso atawizm przestępców oznaczał, że byli oni biologicznie odmienni od „normalnych”, nieprzestępczych członków społeczeństwa. Byli oni „współczesnymi dzikusami”, bliskimi przedcywilizacyjnym formom człowieka. Do cech atawistycznych urodzonych przestępców należały m.in. prognatyzm, nadmierne owłosienie, ciemny odcień skóry, nieprawidłowości w kształcie czaszki, zez, cofnięte czoło, duże uszy, mięsiste usta, leworęczność. Dodatkowo, urodzeni przestępcy cechowali się m.in. większą tolerancją bólu, wyostrzonymi zmysłami, brakiem „zmysłu moralnego” (niezdolnością do osądu moralnego, wadami moralnymi, impulsywnością i brakiem kontroli), niezdolnością do myślenia abstrakcyjnego. Przestępców można też było rozpoznać po innych oznakach, np. używaniu slangu przestępczego czy tatuażach. Z czasem (w ostatniej edycji Człowieka-zbrodniarza) obok wrodzonych „cech atawistycznych” zaczął podkreślać rolę cech chorobowych i degeneracyjnych w mózgu, przede wszystkim epilepsji, która miała być naczelnym czynnikiem wzmacniającym rozwój skłonności przestępczych.
Z kolei przestępcy okazjonalni nie wyróżniają się żadnymi cechami atawistycznymi czy degeneracyjnymi. Nie popełniają też przestępstw z wewnętrznych przyczyn, lecz zewnętrznych czynników okazjonalnych. Pseudo-przestępcy popełniają przestępstwa w sposób niezawiniony, lub popełniają czyny, które choć prawnie uznawane za przestępstwa, nie są jednak zachowaniami dewiacyjnymi. Jako przykład podawał czyny popełnione w obronie honoru czy rodziny, które nie naruszały porządku społecznego i powszechnego poczucia moralnego. Kriminaloidzi popełniają przestępstwa wskutek sprzyjających okoliczności do jego popełnienia. Można u nich zaobserwować niektóre cechy atawistyczne, choć w mniejszym natężeniu niż u urodzonych przestępców. W szczególności mają oni mniejszą samokontrolę i osłabiony zmysł moralny. Wskutek przebywania w środowisku przestępczym czy więzieniu mogą się oni stać się przestępcami nawykowymi. Przestępcy nawykowi popełniają przestępstwa z nawyku czy wyuczenia (np. zostali wychowani w środowisku przestępczym). Ostatnia kategoria, przestępców afektywnych popełniają przestępstwa pod wpływem silnych emocji (wzburzenie, gniew, namiętność, także namiętności polityczne).

## Dzieła
- 1856 – Pazzia di Cardano;
- 1858 – Fragments médico-psychologiques;
- 1863 – Prelezione al casso di clinica di malattie mentali;
- 1864 – Genio e follia, Milano, Giuseppe Chiusi;
  - (pl) 1887 – Geniusz i obłąkanie w związku z medycyną sądową, krytyką i historią (tłum. J.L. Popławski);
- 1865 – Studi per una geografia medica d’Italia, Milano, Giuseppe Chiusi;
- 1869 – Prefazione a La circolazione della vita: lettere fisiologiche di Jac. Moleschott in risposta alle “Lettere chimiche” di Liebig, Milano;
- 1872 – Sull’istituzione dei manicomi criminali in Italia, „Rendiconti del Reale Istituto lombardo di scienze e lettere”, nr 5, s. 72–83, 150–61;
- 1876 – L’uomo delinquente in rapporto all’antropologia, alla giurisprudenza ed alle discipline carcerarie, Milano, Hoepli;
  - (pl) 1891–1892 – Człowiek – zbrodniarz w stosunku do antropologii, jurysprudencji i dyscypliny więziennej. Zbrodniarz urodzony, obłąkaniec zmysłu moralnego (t. I–II 1891, t. III 1892);
- 1877 – Sulla medicina legale del cadavere;
- 1879 – Considerazioni al processo Passannante, E. Detken, Napoli;
- 1881 – L’amore nei pazzi;
  - (pl) 1894 – Miłość u obłąkanych;
- 1888 – Palinsesti del carcere: raccolta unicamente destinata agli uomini di scienze, Torino;
- 1892 – Trattato profilattico e clinico della pellagra, Torino;
- 1893 – La donna delinquente, la prostituta e la donna normale (łącznie z Guglielmo Ferrero), Torino;
  - (pl) 1895 – Kobieta jako zbrodniarka i prostytutka;
- 1893 – Le più recenti scoperte ed applicazioni della psichiatria ed antropologia criminale, Torino, Fratelli Bocca;
- 1893 – Sui recenti processi bancari di Roma e Parigi, in Archivio di Psichiatria
- 1894 – Grafologia, Hoepli, Milano;
  - (pl) 1904 – Podręcznik grafologii;
- 1894 – Gli Anarchici, Torino;
- 1896 – Le crime: causes et remedes (rozszerzona wersja L’uomo delinquente);
- 1902 – Nuovi studii sul genio, Milano-Palermo, Sandron;
- 1907 – Come nacque e come crebbe l’antropologia criminale, in Ricerche e studi di psichiatria e nevrologia, antropologia e filosofia, dedicate al prof. Enrico Morselli nel XXV anno del suo insegnamento universitario, Milano;
- 1909 – Ricerche sui fenomeni ipnotici e spiritici, Torino.